# Kutry rakietowe typu Waspada
Kutry rakietowe typu Waspada – brunejskie kutry rakietowe z lat 70. XX wieku. W latach 1976–1979 w stoczni Vosper Thornycroft w Singapurze zbudowano trzy okręty tego typu, które weszły w skład Królewskiej Marynarki Wojennej Brunei w latach 1978–1979. W kwietniu 2011 roku ze służby wycofano trzy jednostki, z których dwie („Waspada” i „Pejuang”) następnie sprzedano Indonezji. Oba okręty nadal mają status operacyjny (stan na 2019 rok).

## Projekt i budowa
Trzy kutry rakietowe typu Waspada zostały zamówione przez rząd Brunei w stoczni Vosper Thornycroft w Singapurze. Okręty posiadały spawany stalowy kadłub i wykonaną z aluminium nadbudówkę. Budowę okrętów rozpoczęto w 1976 roku, a zwodowane zostały w latach 1977–1978. 
| Okręt            | Stocznia | Początek budowy | Wodowanie       | Wejście do służby |
| ---------------- | -------- | --------------- | --------------- | ----------------- |
| „Waspada” (P 02) | Vosper   | 1976            | 3 sierpnia 1977 | 2 sierpnia 1978   |
| „Pejuang” (P 03) | Vosper   | 1976            | 15 marca 1978   | 25 marca 1979     |
| „Seteria” (P 04) | Vosper   | 1976            | 22 czerwca 1978 | 22 czerwca 1979   |

## Dane taktyczno-techniczne
Okręty są niewielkimi kutrami rakietowymi, przystosowanymi do pełnienia funkcji patrolowej. Długość całkowita wynosi 36,9 metra, szerokość 7,2 metra i zanurzenie 1,8 metra. Wyporność pełna wynosi 150 ton. Okręty napędzane są przez dwa silniki wysokoprężne MTU 20V538 TB91 o łącznej mocy 9000 KM, poruszające poprzez wały napędowe dwoma śrubami. Maksymalna prędkość jednostek wynosi 32 węzły. Okręty zabierają 16 ton paliwa, co pozwala osiągnąć zasięg wynoszący 1200 Mm przy prędkości 14 węzłów.
„Waspada” posiada zakryty mostek i pomieszczenia ćwiczeniowe, różniąc się tym od bliźniaczych jednostek.
Uzbrojenie artyleryjskie okrętów składa się z dziobowego podwójnego stanowiska działek przeciwlotniczych Oerlikon GCM-B01 kal. 30 mm. Kąt podniesienia lufy wynosi 85°, waga naboju 1 kg, donośność 10 000 metrów, a teoretyczna szybkostrzelność 650 strz./min. Prócz tego okręty wyposażone są w dwa pojedyncze karabiny maszynowe kal. 7,62 mm. Na rufie umieszczono dwie pojedyncze wyrzutnie przeciwokrętowych pocisków rakietowych MM38 Exocet. Wyposażenie radioelektroniczne obejmuje radar nawigacyjny Decca TM 1229, system kierowania ogniem z komputerem Sperry 1412A oraz system rakietowy Sea Archer. Okręty posiadają też dwie wyrzutnie flar MoD(N) kal. 51 mm.
Załoga pojedynczego okrętu składa się z 4 oficerów oraz 20 podoficerów i marynarzy.

## Służba
Uroczyste wcielenie do służby okrętów typu Waspada w Królewskiej Marynarce Wojennej Brunei nastąpiło w latach 1978–1979. Jednostki otrzymały numery burtowe P 02 – P 04. W połowie lat 80. XX wieku planowano modernizację, zakładającą m.in. przedłużenie jednostek o 2 metry, jednak nie doszła ona do skutku. W 1988 roku wymieniono systemy kierowania ogniem na nowsze, a w latach 1998–2000 zamontowano nowe radary nawigacyjne Kelvin Hughes 1007 i radary artyleryjskie Radamec 2500. „Waspada” i „Pejuang” zostały skreślone z listy floty Brunei w kwietniu 2011 roku i następnie sprzedane Indonezji, gdzie służą odpowiednio pod nazwami „Salawaku” (numer burtowy 841) i „Badau” (842) (stan na 2019 rok). „Seteria” natomiast została wycofana ze służby w końcu 2011 roku.